# Алісо
Алісо — вулкан, розташований в провінції  Напо, Еквадор.
Стратовулкан Алісо має висоту 4267 м. Знаходиться на схід від вулкана Антісана. Алісо один з вулканів Еквадору, який недавно виявлений геологами на східному краю хребта  Кордильєра-Реаль. Сам вулкан і навколишня місцевість складені андезитами, ріолітами, дацитами.
Поруч з вулканом молоді андезитові  вулканічні куполи, які підносяться над містом  Баєза. Вулкан почав вивергатися в плейстоцені, а закінчив свою діяльність у  сучасний період. Аналіз  пемзи і лапілій показав, що востаннє вулкан вивергався в період 4000—2000 років тому.
Вулкан розташований у важкодоступній місцевості і його оточують джунглі.

## Ресурси Інтернету
- Вулкан Алісо. Global Volcanism Program. Смітсонівський інститут. (англ.)

## Виноски
1. ↑  Вулкан Алісо. Global Volcanism Program. Смітсонівський інститут. Процитовано 8 серпня 2012. (англ.)